# Ratolí marsupial de Ningbing
El ratolí marsupial de Ningbing (Pseudantechinus ningbing) és una petita espècie de marsupial carnívor originari del nord-oest d'Austràlia. És comú a la regió de Kimberley d'Austràlia Occidental i al Territori del Nord.